# Принс Џорџ
Принс Џорџ (енгл. Prince George) је град у Канади у покрајини Британска Колумбија. Према резултатима пописа 2011. у граду је живело 71.974 становника.

## Становништво
Према резултатима пописа становништва из 2011. у граду је живело 71.974 становника, што је за 1,4% више у односу на попис из 2006. када је регистровано 70.981 житеља.
| 2006.           | 2011.  | 2016.  |
| --------------- | ------ | ------ |
| 70.981(процена) | 71.974 | 74,003 |